# Kloster St. Zeno (Isen)

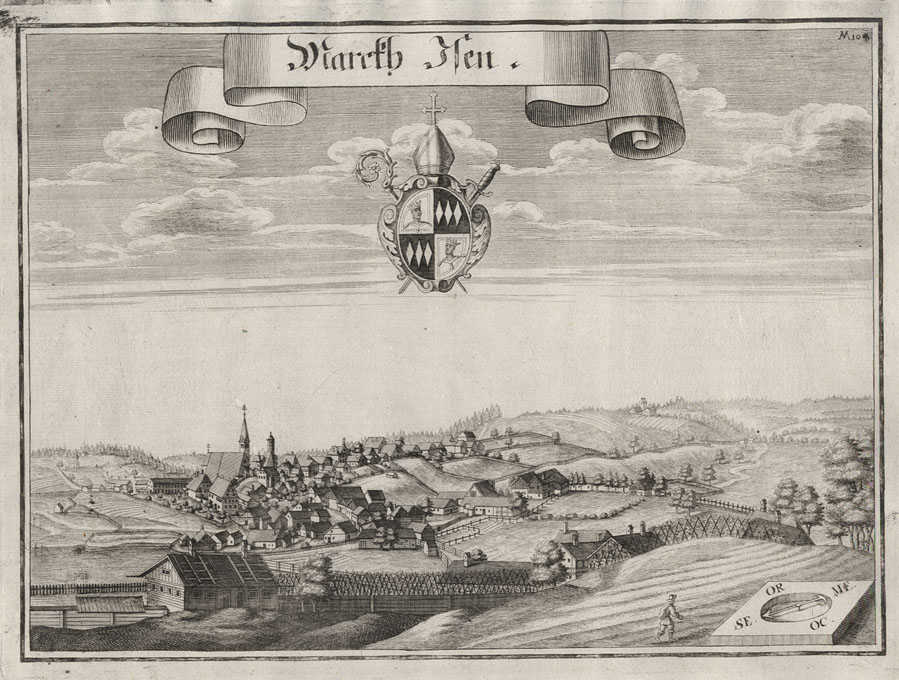
Kupferstich von Michael Wening um 1700

St. Zeno ist ein ehemaliges Benediktinerkloster und späteres Kollegiatstift in Isen in Bayern in der Diözese Freising.

## Geschichte
St. Zeno in Isen wurde durch Angehörige der Fagana, einer einheimischen Adelsfamilie, und Bischof Joseph von Freising im 8. Jahrhundert gegründet. Das Kloster wurde durch Herzog Odilo und ihm nahestehende Adelige beschenkt. Es zählte zu den ältesten Klöstern (zuerst nur cella) auf altbayerischem Boden. Es war bis zum Anfang des 12. Jahrhunderts Benediktinerkloster, dann Kollegiatstift. Das Stift wurde 1802 im Zuge der Säkularisation aufgelöst. Die sieben Kanonikatshöfe und die Stiftsgebäude gingen mit Ausnahme des Pfarr- und Kooperatorenhauses in Privatbesitz über.
Die ehemalige Klosterkirche wird heute als Pfarrkirche genutzt.

## Reihe der Pröpste
Quelle
- Hochold, 1129, 1158
- Berthold Graf von Berg, 1169, 1180
- Ulrich I., 1194
- Pabo von Frickendorf, 1212
- Gerold, 1219
- Conrad I., 1221, 1235
- Conrad II. Rauhgraf, 1251
- Berengar, 1260
- Heinrich von Puetelbach, 1267, † 1284
- Conrad III. von Bruckberg, 1283, 1290
- Hugo, 1296
- Burkhard von Zangberg, 1306, 1317
- Hermann von Nannhofen, 1320, 1326
- Ulrich II. von Achdorf, 1331, 1353
- Wernher von Kochenheim, 1353–1357
- Erhard von Gumppenberg, 1357–1374
- Hildebrand von Weichs, 1378, 1382
- Wilhelm Schenk von Geyern, 1384
- Thomas von Grunertshofen, 1389, † 1392
- Ulrich Waller, 1395, † 1414
- Johann I. Gruenwalder, 1414–1421
- Oswald Mengersreuter, 1424
- Georg I. von Achdorf, 1451
- Ladislaus von Achdorf, 1451–1463
- Sixtus von Tannberg, 1463–1474
- Peter Riedler, 1474–1504
- Bertholomäus Riedler, 1506–1510
- Gabriel Riedler, 1510–1524
- Leo Lösch, 1524–1552
- Anton von Alberstorf, 1552–1560
- Johann II. Pfister von Schoeneck, 1560–1582
- Georg II. Mayr, 1583–1586
- Balthasar Koenig, 1586–1598
- Sebastian Franz, 1598–1605
- Anton Welser, 1606–1618
- Johann III. Baptist Rembel, 1618–1628
- Melchior Khlesl, 1626–1630
- Ernst Adalbert von Harrach, 1630–1632
- Johann IV. Baptist Bunsholtis de Puccinis, 1632–1652
- Johann V. Batholomäus de Puccinis, 1655
- Max Ernst Graf von Scherffenberg, 1664–1713
- Franz Ignaz Anton Mayer, 1730–1760
- Ludwig Josef Freiherr von Welden, 1761–1769
- Max Josef Anton Graf von Trauner, 1769–1775
- Josef Anton Freiherr von Westernach, 1775–1793
- Damian Hugo Graf von Lehrbach, 1793–1803